# Bois de perroquet
Hancea integrifolia
Espèce
Synonymes
- Boutonia mascareinensis Bojer[1]
- Cordemoya integrifolia (Willd.) Baill.[1]
- Echinus integrifolius (Willd.) Baill.[1]
- Mallotus integrifolius (Willd.) Müll.Arg.[1]
- Ricinus integrifolius Willd.[1]
- Ricinus lanceolatus Thouars ex Baill.[1]

Le bois de perroquet, ou bois pigeon (Hancea integrifolia), est une espèce de plantes à fleurs de la famille des Euphorbiaceae originaire de l'île Maurice et endémique des Mascareignes.

## Informations complémentaires
- Endémisme dans les Mascareignes.